# Ornäs BK
Ornäs BK ist ein schwedischer Frauenfußballverein aus Borlänge. Die erste Mannschaft des Klubs spielte in der Spielzeit 1999 in der Damallsvenskan.

## Geschichte
Ornäs BK wurde 1982 gegründet. Man vereinbarte in Zusammenarbeit mit dem Lokalrivalen Torsångs IF, dass sich Ornäs BK dem Frauenfußball widmet, während Torsångs IF für Männerfußball zuständig ist. 
Im unteren Bereich der Ligapyramide gestartet, konnte Ornäs BK alsbald durch die Ligen marschieren und erreichte 1999 die erste Liga. In der Damallsvenskan blieb die Mannschaft jedoch chancenlos und musste nach drei Saisonsiegen die Eliteserie als Tabellenvorletzter mitsamt Sunnanå SK und Tyresö FF wieder verlassen. In den folgenden Jahren hielt sich die Mannschaft aus Zentralschweden im zweiten Liganiveau, ehe am Ende der Spielzeit 2007 der Abstieg in die drittklassige Division 2 Västra Svealand anstand.

## Bekannte Spielerinnen
- Caroline Eriksson, langjährige Erstligaspielerin bei Kopparbergs/Göteborg FC und Jitex BK
- Karin Lissel, später schwedische Nationalspielerin